# Río Guadalentín
De Río Guadalentín (Arabisch: Oued al Iznaint, tweede rivier of Oued al Lentin, modderrivier), ook wel bekend als Sangonera is een rivier in het zuidoosten van Spanje, die door de provincie Almería en de autonome gemeenschap Murcia en via het gelijknamige dal stroomt. Het dal Gudalentin is gelegen tussen de bergen van  Espuña en Carrascoy. Het is de grootste zijrivier aan de rechteroever van de rivier de Segura.

## Stroomgebied

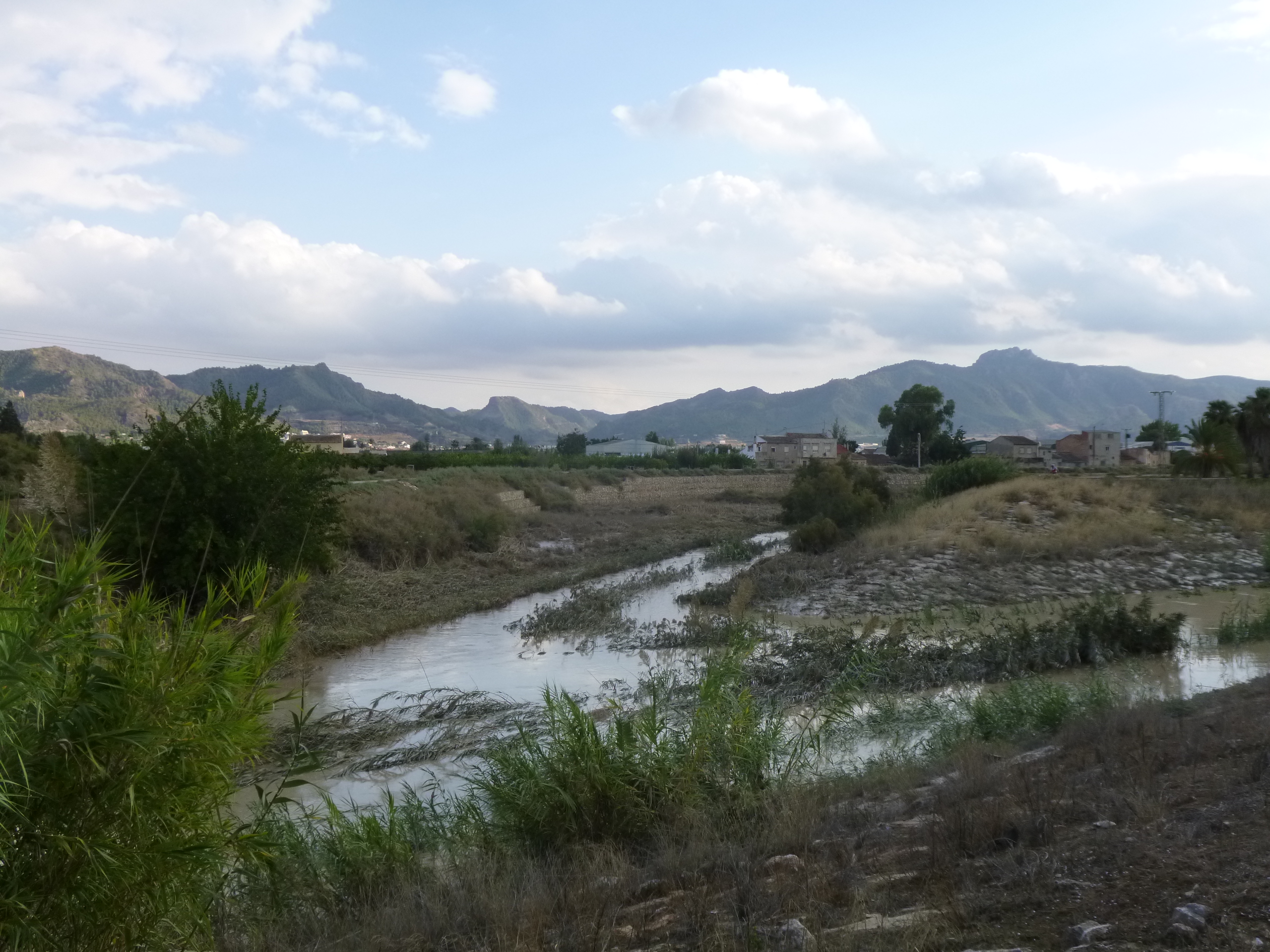
Monding van de Guadalentín in de Río Segura, ter hoogte van Beniaján

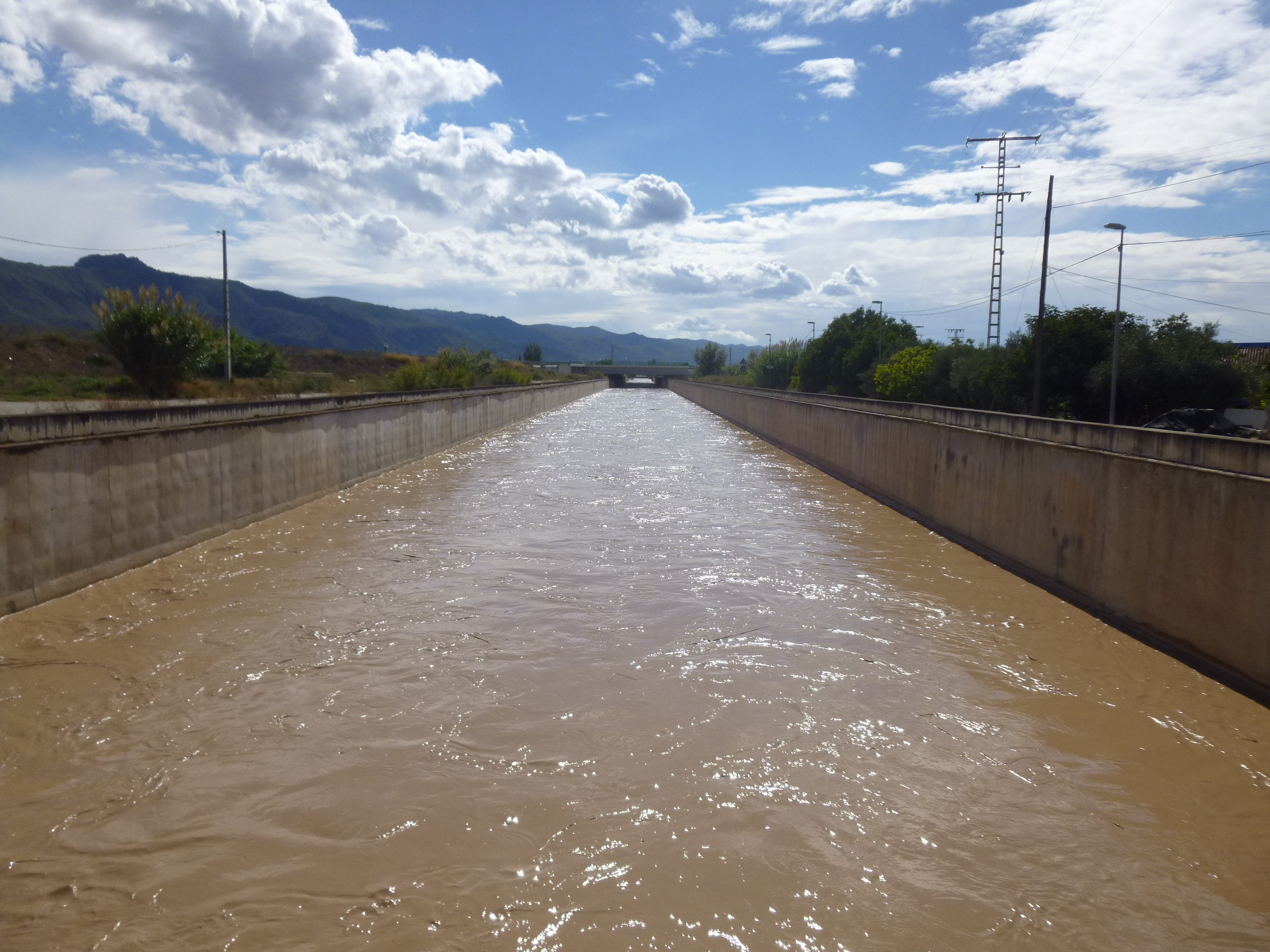
Rivier Guadalentín stroomt door het kanaal van Reguerón.

De Río Guadalentín ontspringt in de Sierra de Maria-Los Vélez, ten noorden van de provincie Almería en stroomt naar het zuidoosten, waar ze bij Lorca de regio Murcia binnen stroomt. Daar buigt ze af naar het noordoosten. Tijdens haar loop monden twee rivieren uit in de Río Guadalentín: Rio Luchena en Rio Turrilla. De rivier loopt verder langs Totana, Alhama de Murcia en Librilla.
De rivier voegt zich bij de Segura in het dorp Beniaján (gefusioneerd met de stad Murcia), stroomafwaarts van de hoofdstad Murcia. Zij doet dit door middel van een kunstmatig kanaal genaamd Canal Reguerón. Dit kanaal werd in de achttiende eeuw ontworpen door Sebastian Feringa, een militaire ingenieur werkzaam in het militaire "Arsenaal van Cartagena". De bedoeling was om overstromingen stroomopwaarts van de stad Murcia te verhinderen.
De steden en gemeenten gelegen aan de rivier zijn:
- Provincie Almería: Chirivel, María, Vélez-Blanco en Vélez-Rubio
- Autonoom gebied Murcia: Lorca,Totana, Alhama de Murcia, Librilla en Murcia

## Kenmerken
De Río Guadalentín is een typische regenrivier en wordt gekenmerkt door vele overstromingen. Sinds de zestiende eeuw zijn er meer dan 65 geweest. De laatste dateert van 28 september 2012.